# 沈家台镇
沈家台镇，是中华人民共和国辽宁省锦州市凌海市下辖的一个乡镇级行政单位。

## 行政区划
沈家台镇下辖以下地区(共16村)：
沈家台村、宋屯村、马家杖子村、大二道河子村、张杠屯村、唐家沟村、汤泉口村、龙千台村、全心店村、上碾村、三家村、张家店村、大雷村、哈什村、房申村和大碾村。